# Rino Negri
Rino Negri (Pavia, 14 luglio 1924 – Milano, 24 novembre 2011) è stato un giornalista italiano che ha scritto migliaia di articoli, riguardanti soprattutto il ciclismo.
Al seguito di 42 Giri d'Italia, di 39 Tour de France e di centinaia di altre competizioni in linea e a tappe in Italia e all'estero ha potuto mettere a fuoco argomenti che hanno favorito il progresso tecnico e della bicicletta.
Le sue osservazioni e le sue proposte sono state riprese e diffuse dai giornali di ogni paese compresi il Giappone, l'Unione Sovietica, la Colombia, la Cina.
Alcuni suoi studi sono stati pubblicati da enciclopedie, riviste e giornali statunitensi, tedeschi, argentini, colombiani, spagnoli, messicani, olandesi, francesi, giapponesi, belgi.
Numerose sono le sue opere sul ciclismo: Ciclismo nel mondo, Parla Coppi, Quando la bici è arte, Un secolo di ciclismo tricolore, Correre in pista, L'ora di Merckx, Manuale pratico di ciclismo, La storia di Baldini.
Ha diretto Conoscere il ciclismo ed è autore di quaderni pubblicati da "La Gazzetta dello Sport" nella collana "I campioni del giorno" su Learco Guerra, Fausto Coppi, Hugo Koblet, Gino Bartali (in collaborazione con Mione), Pasquale Fornara, Renzo Soldani, Loretto Petrucci.
La direzione del Tour de France gli ha consegnato una targa d'oro per le sue 39 presenze.
Numerosi sono i premi che ha avuto in Italia e all'estero.
Il Cardinale Martini lo ha premiato come "Scriptor Spectatus".
A Bergamo è stato premiato come personaggio del ciclismo.
A Rapallo unitamente a Sergio Zavoli è stato premiato con il trofeo Vincenzo Torriani.
È scomparso nel 2011 all'età di 87 anni.